# Mat Jarvis
Pour les articles homonymes, voir Jarvis.
 (novembre 2023).
Si vous disposez d'ouvrages ou d'articles de référence ou si vous connaissez des sites web de qualité traitant du thème abordé ici, merci de compléter l'article en donnant les références utiles à sa vérifiabilité et en les liant à la section « Notes et références ».
Mat P. Jarvis (Gas) est un compositeur de musique électronique originaire d'Angleterre. Au cours de sa carrière, il a notamment composé un album et plusieurs titres sur le label Em:t Records sous le pseudonyme de Gas. Mat Jarvis se fait connaitre plus récemment sous le nom High Skies. Le pseudonyme Gas de Mat Jarvis est parfois confondu à tort avec Wolfgang Voigt, qui a lui aussi composé 4 albums sous ce même pseudo. Son album Gas 0095 est notamment célèbre pour son morceau "Timestretch", qui serait une piste de 4 minutes condensée en une seconde. Mat Jarvis a également collaboré à la bande-son du jeu vidéo Osmos, sorti en 2009.

## Discographie

### Albums
- Gas 0095 (Em:t Records, 1995)
- Gas 0095 remastérisé (Microscopics, 2007)
- Gas 2298 (avorté)

### Singles/EPs
- Particles (Time Records, 1992)
- Know Your World (Time Records, 1992)
- Sumatra EP (Miso Records, 2003)
- Sounds Of Earth EP (Microscopics, 2010)
- The World Forgotten (Microscopics, 2012)
- The History Of Earth Observations (Mat Jarvis, 2022)
- Saturn In Freefall (Mat Jarvis, 2022)